# Flic Story
Flic Story is een Frans-Italiaanse film van Jacques Deray die werd uitgebracht in 1975.
Het scenario is gebaseerd op de gelijknamige autobiografische roman (1973) van Roger Borniche.

## Samenvatting
De film brengt het verhaal van inspecteur Roger Borniche die de levensgevaarlijke misdadiger Émile Buisson drie jaar lang op de hielen zat.
Parijs, 1947. Politie-inspecteur Roger Borniche wordt belast met de opsporing van Émile Buisson, een misdadiger die uit een psychiatrische instelling is ontsnapt. Al gauw onderneemt Buisson een moorddadige rooftocht door Parijs: moorden, overvallen, gijzelingen en achtervolgingen volgen elkaar op. Drie jaar lang slaagt hij erin uit de handen van de politie te blijven. Daarbij schrikt hij er niet voor terug informanten uit de weg te ruimen net als mensen van wie hij vermoedt dat ze hem zouden kunnen aangeven. Aan het einde van de jaren veertig is hij de publieke vijand nummer één geworden. 

## Rolverdeling
| Acteur                 | Personage                             |
| ---------------------- | ------------------------------------- |
| Alain Delon            | inspecteur Roger Borniche             |
| Jean-Louis Trintignant | Émile Buisson                         |
| Renato Salvatori       | Mario Poncini / Mario le Rital        |
| Claudine Auger         | Catherine                             |
| Maurice Biraud         | uitbater van het hotel Saint-Appoline |
| André Pousse           | Jean-Baptiste, de broer van Émile     |
| Mario David            | Raymond Pelletier                     |
| Paul Crauchet          | Paul Robier / Paolo le Bombé          |
| Denis Manuel           | inspecteur Lucien Darros              |
| Marco Perrin           | commissaris Vieuchêne                 |
| Henri Guybet           | inspecteur Robert Hidoine             |
| Maurice Barrier        | René Bollec                           |
| William Sabatier       | Ange                                  |